# 전북특별자치도진안교육지원청
전북특별자치도진안교육지원청(全北特別自治道鎭安敎育支援廳, Jinan Office of Education)은 전북특별자치도 진안군을 관할하는 전북특별자치도교육청 산하의 교육지원청이다.
교육장은 장학관으로 보한다.

## 산하 기관

### 초등학교
| - 동향초등학교 - 마령초등학교 - 백운초등학교 - 부귀초등학교 | - 송풍초등학교 - 안천초등학교 - 오천초등학교 - 외궁초등학교 | - 장승초등학교 - 조림초등학교 - 주천초등학교 | - 진안중앙초등학교 - 진안초등학교 |

### 중학교
| - 동향중학교 - 마령중학교 - 백운중학교 - 부귀중학교 - 안천중학교 | - 용담중학교 - 주천중학교 - 진성중학교 - 진안여자중학교 - 진안중학교 |